# LA Tennis Open Challenger
L'LA Tennis Open Challenger è un torneo professionistico di tennis giocato su campi in cemento. Fa parte dell'ITF Women's Circuit. Si gioca annualmente a Carson negli Stati Uniti.

## Albo d'oro

### Singolare
| Anno | Campionessa   | Finalista    | Punteggio   |
| ---- | ------------- | ------------ | ----------- |
| 2011 | Camila Giorgi | Alexa Glatch | 7–6(4), 6-1 |

### Doppio
| Anno | Campionesse                     | Finaliste                       | Punteggio |
| ---- | ------------------------------- | ------------------------------- | --------- |
| 2011 | Alexandra Mueller Asia Muhammad | Christina Fusano Yasmin Schnack | 6-2, 6-3  |